# Röstånga
Röstånga (uttal [¹røːstɔŋa]) är en tätort i Svalövs kommun i Skåne. Röstånga ligger vid foten av Söderåsen.
I samhället ligger Röstånga kyrka. 

## Civilsamhälle
En viktig sentida faktor i Röstångas utveckling är medlemsföreningen Röstånga Tillsammans och dess utvecklingsbolag RUAB där nästan hälften av medborgarna är delägare jämte föreningen. Röstånga Tillsammans fick tankesmedjan Katalys jämlikhetspris 2018.

## Historia
Röstånga är kyrkby i Röstånga socken och ingick efter kommunreformen 1862 i Röstånga landskommun. Den 15 november 1935 inrättades Röstånga municipalsamhälle,  som upplöstes med utgången av 1966. Orten ingår sedan 1967 i Svalövs kommun.
1908 inträffade en stor brand då gästgiveriet, ett garveri och ytterligare cirka tio fastigheter brann ner. Branden startade i gästgivaregården och spred sig med en stark västanvind till flera hus. 
Vid 1800-talets slut började turismen på Söderåsen ta fart och detta påverkade samhället Röstånga starkt. Det blev femtio år av expansion i samhället, som växte. Efter 1950-talet gjorde bilismen att samhället förlorade i betydelse och näringslivet minskade. Trots detta behöll Röstånga sin befolkningsnumerär. När Söderåsen blev nationalpark 2001 blev det en pånyttfödelse av turismen till Röstånga. Nationalparken fick en ny "entré" i Röstånga 2004, utöver den tidigare i Skäralid. 

### Skolor
1812 saknades såväl skolhus som skolmästare i Röstånga. Den så kallade klockareskolan bedrevs ambulerande i olika åboars hus med husmän som lärare. Undervisningen inriktades på religion, med Luthers katekes och förklaringar i främsta rummet. En del av eleverna lärde sig skriva. Redan 1822 kom ett förslag om fast skola men det dröjde till 1839 innan en sådan kom till stånd. Första skolan inrättades 1839 i förhyrda Strandbergs lägenhet, där den förblev i sex år. 1846 byggdes första skolhuset i Röstånga, ett lägre tegelhus med halmtak med gemensam ingång till lärarbostad och skolsal. 1862 tillbyggdes ett rum till lärarbostaden. 1883 byggdes huset ut med rymligare folkskolesal och kapprum för eleverna. 1882 inrymdes en slöjdsal på andra våningen ovan kapprummet. 1893 byggdes skolan till med småskolesal och lärarbostad för småskollärarinnan.
Gamla skolan användes i 150  år för undervisning 1847–1997. 1997 ville Röstånga Turist- och Hembygdsförening hyra den gamla skolan. Huset används för kulturella aktiviteter. Lokalerna är idag fyllda med föremål, foton, tidningsklipp som minner om Röstångabygdens historia. Ett av klassrummen är samlingslokal för möten och studieverksamhet. I en av skolsalarna finns en vävstuga. I den gamla slöjdsalen på andra våningen finns ett skolmuseum.
1905 byggdes den Nya skolan i Röstånga; 1910 fanns 40 barn i småskolan och då beslutade man att inrätta två klasser i småskolan. Skolan byggdes till 1911 med ytterligare en småskolesal med lärarbostad och med skolkök med matsal på tillbyggnadens vind. Sedan var skolorganisationen rätt fast i Röstånga. Skolan hade småskola, mellanskola och storskola med A-form på lågstadiet och B-form i mellan-  och storskola. Efter storkommunreformen 1952 tillkom skolbyggnader i Ask och Konga till Röstånga storkommuns skolbyggnader. Undervisningen bedrevs i alla dessa tre skolor till 1966. 1966 infördes grundskolan i Röstånga och då lades skolan i Konga ned, medan två klassavdelningar fortsatte i Ask skola och resterande förlades till  Röstånga. Skolan i Röstånga hade 1966 tre klassrum och biblioteksrum och skolmåltidslokal. Omorganisationen krävde tillbyggnader av gymnastikhus och tre nya klassrum. De tillbyggdes 1967 i en paviljong med klassrum samt en gymnastiksal 12×20 meter stor. 
1995 på våren påbörjades en större ombyggnad av skolan i Röstånga, som stod färdig och invigdes 10 maj 1996. Den nya skolbyggnaden är inte bara skola utan också till för fritid, kultur och barnomsorg i samhället. Sju av de tio klassrummen används av förskolan för sexåringar och de sex första läsårens elever i skolan. Övriga tre skolsalar används för fritidsverksamhet och  barnomsorg för 4–5-åringar. Skolan döptes till Midgård. Högstadieeleverna går på Linåkersskolan i Svalöv.

### Kommunikationer

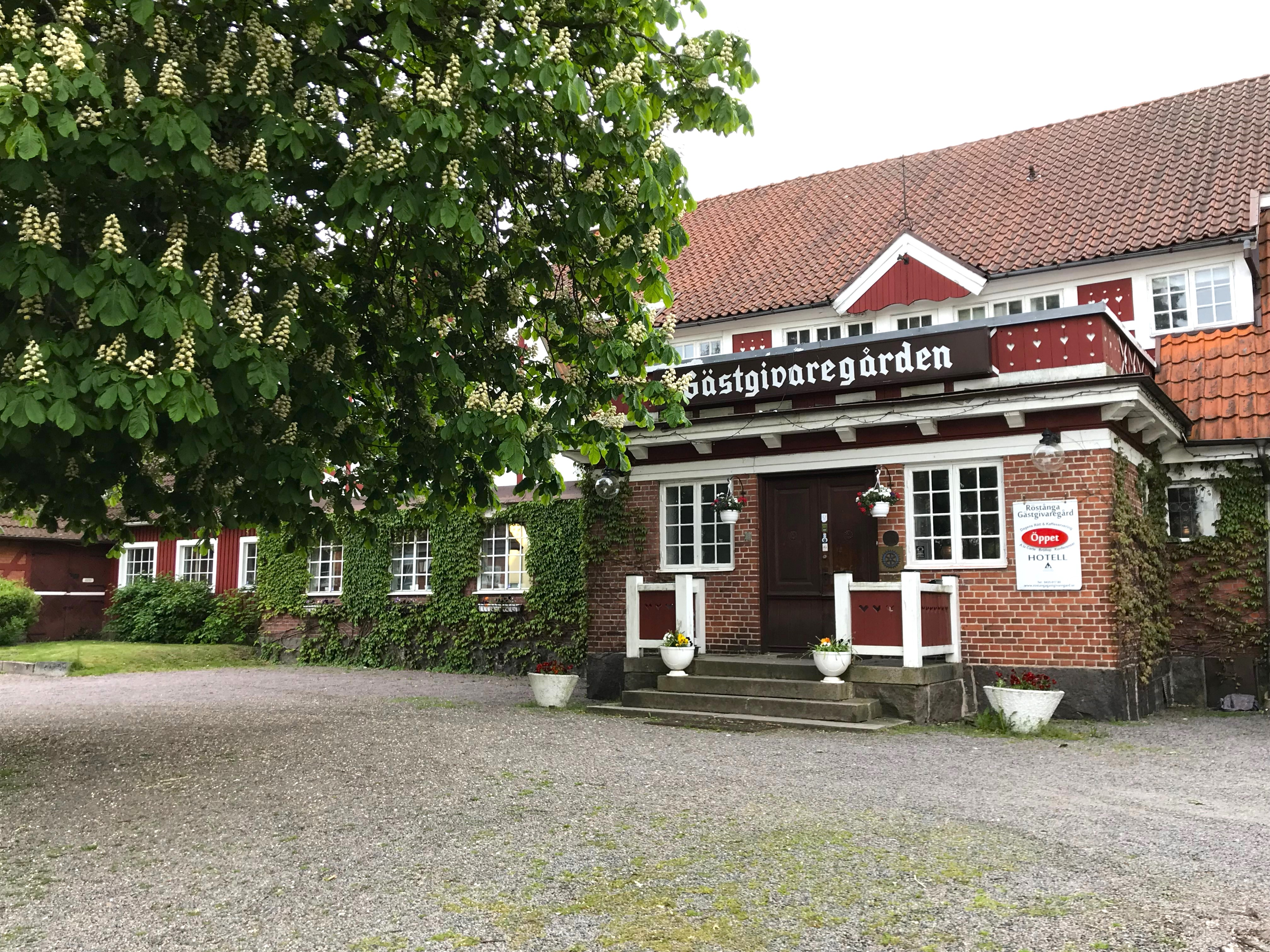
Röstånga Gästgivaregård.

Gästgivaregården i Röstånga har gamla anor. Första kände gästgivaren var Niels Ibsen 1664–1671. Gästgiveriet har varit av central betydelse sedan dess, inledningsvis som skjutscentral och gästgiveri och i modernare tid som viktig institution inom turismen som växte sig stor under 1800-talets sista decennier. Gästgiveriet nybyggdes på 1890-talet i samband med järnvägens introduktion. År 1904 byggdes annexet, ett större turisthotell, som komplement. År 1908 brann gästgivaregården ner och fick åter uppbyggas. Åren 1918–1961 var Oscar Mårtensson gästgivare. När han tillträdde fanns ännu ett tiotal hästar i stallet men han beviljas att upphöra med skjutsverksamheten 1923, förutom den som går i riktning mot Spången och Klippan som inte försvinner förrän 1932. Den ersätts då med droskbilar. Efter honom är överstelöjtnant Carl-Oscar Rangnitt verkställande direktör 1961–1966.
Den 18 oktober 1892 invigdes järnvägen Klippan–Röstånga, och sex år senare förlängdes den till Eslöv och blev till Klippan–Röstånga–Eslövs järnväg. Järnvägen skapade andra förutsättningar för samhället som blev en centralort för omgivande landsbygd. I Röstånga samlades affärer och service. Efter andra världskriget startade massbilismen och järnvägen blev olönsam. Den första september 1961 lades järnvägen ner. Spåret mot Eslövs revs upp, medan spåret mot Klippan fick ligga kvar för viss vagnslasttrafik men revs sedan upp från Röstånga till Ljungbyhed.
Telefonstation fick Röstånga 1900. Det behövdes sex abonnenter, och Röstånga gästgivaregård hade två abonnemang; vidare var handlarna Axel H Smith, Alfred Andersson, byggmästare Finberg och Röstånga Mejeri abonnenter. Stationen automatiserades 1957 och då fanns 252 abonnenter.
Postanstalt inrättades först på Röstånga gästgivaregård 1872 och tillhörde då Höörs förvaltningsområde men flyttades till Klippan då järnvägen gjorde att posten förenades med järnvägen. Så  förblev det till 1914 då den skildes från järnvägen. I 40 år, 1914 till 1953, stod Hedvig Assarsson för posten i Röstånga. Nu är postexpeditionen nedlagd, och postens utlämningsställe är ICA-butiken.
Omnibusstation byggdes av AB Linjebuss 1947 där det fanns en kiosk och bensinstation förutom ett mindre väntrum. Stationen är idag ombyggd till ICA-affär, men bensinförsäljningen finns kvar. Skånetrafikens bussar utgår fortfarande från samma plats.

### Banker
Röstånga har haft tre banker verksamma på orten. Bankkontor fanns på orten 1872 till 1997. Första banken var Röstånga Sparbank som grundades 1872. Banken bedrev verksamhet på Röstånga gästis och hade bara öppet sista söckendagen i månaden i början. Lokalen var för liten 1885 och då tillbyggdes en lokal med brandsäkert kassavalv. 1900 byggde banken eget hus för 117 200 kr. 1914 fick banken elektriskt ljus. 1979 ändrades bankens namn till Sparbanken Västra Skåne, som senare blev Sparbanken Skåne och slutligen Sparbanken Sverige. 1997 lades bankkontoret i Röstånga ned.
Skånska Banken började sin verksamhet i Röstånga som Malmö Folkbank 1915. 1917 ändrades namnet till AB Industribanken. 1919 ändrades åter namnet till AB Nordiska handelsbanken som 1922 blev Sydsvenska handelsbanken. 1925 köptes kontoret av Skånska Banken. 1935 skaffade banken ett modernt kontor.  En av bankens uppgifter var att betala ut mejeripengarna en gång i månaden. Pengarna lades i cirka 600 kuvert som sedan forslades till mejeriet för utbetalning till lantbrukarna. Från 1964 till nedläggningen var kontoret bara betjänat av en personal. Den 13 februari 1965 drabbades banken av ett inbrott. Inbrottstjuvarna hade skurit upp valvet med svetsaggregat. Under tiden valvet reparerades vaktades banken av polis med schäferhund. 1989 såldes banken till Föreningsbanken, och kontoret flyttades till Ljungbyhed.
Röstånga jordbrukskassa bildades 1932. Verksamheten bedrevs på Metropol. Man hade öppet den 1:e och 15:e i månaden. 1953 lyckades man skaffa egen lokal. Nu utökades öppethållande till varje helgfri onsdag 10:00–13:30. 1964 utökades öppettiderna till måndagar och fredagar, samt under vintermånaderna även till lördagar. Banken ändrade namn till Föreningsbanken och hade sedan öppet dagligen 10:00–13:00. 1989 övertog man Skånska banken och 1991 lade man ner kontoret i Röstånga.

### Näringsliv
Röstånga Andelsmejeri bildades på Röstånga gästis den 16 februari 1894. Mejeriet fick mjölk levererad från socknarna Färingtofta, Snälleröd. Riseberga, Röstånga, Billinge, Ask, Hallaröd och Norra Rörum. Första mjölklasset kom till mejeriet den 5 november 1894. Mjölken kördes inledningsvis med häst och vagn och så skedde i liten skala hela tiden mejeriet existerade. Lastbilarna tog dock över det mesta av körningarna. 1934 byggdes mejeriet till för osttillverkning. Den fick aldrig någon större omfattning och osten såldes i huvudsak lokalt. Inledningsvis fick bönderna 7,7 öre/kg; 1919 nådde priset en topp på 23 öre men föll sedan åter till 7,87 öre 1924. 1934 vägde man in 5 375 880 kg sötmjölk.1934 ersatte en elmotor den gamla ångmaskinen på mejeriet. 1930 ersattes isen av en kylmaskin. 1969 lades mejeriet ner och då slutade man också sälja mjölk från mejeriets affär.
Ekdahls plåtindustri AB startade 1920 som Ekdahl cykel- och plåtslageriverkstad. Cyklar och motorcyklar såldes och reparerades, smides och byggnadsplåtslageri utfördes. Man reparerade även lantbruksredskap. 1939 delades verksamheten i en cykeldel som sonen Erik Ekdahl flyttade till Billingevägen år 1936 där företaget fortsatt finns kvar. Andra verksamheten, Johns Ekdahls plåtslageri, stannade kvar på Hantverksgatan. 1950 överfördes byggnadsplåtslageriet till annan ägare och firman bytte namn till nuvarande namn. Verksamheten har förändrats. Under krigsåren reparerade man mjölkkannor med nya bottnar. Plåtgavlar till granatlådor tillverkades till Stockamöllan AB. Man tillverkade korgar till skottkärror och askhinkar. Den industriella tillverkningen började under andra världskriget. Man började tillverka varmvattenberedare, expansionskärl och oljecisterner. Plåt var en bristvara efter kriget, men då köptes begagnad grönmålad plåt från England. Den hade använts som landningsbanor för flygplan i Sahara under kriget. Av denna plåt tillverkades oljecisterner. 1946–1950 tillverkades stativ till traktorhytter åt Ottosson & Co i Klippan. Detaljer till bilsäkerhetsbälten var en stor produkt under 1950–1960-talet. Man tillverkade  gödselrakor, stålrörsskaft och skrapor för att rensa brunnar och sågar. 1954–1956 byggdes en ny fabriksbyggnad med lastkaj utmed järnvägsspåret. Oljecisterner och expansionskärl dominerade produktionen till oljekrisen 1974. Under 1960-talet tillverkades över 10 oljecisterner och 50–100 expansionskärl per dag. Cisternerna svetsades också samman på plats i villakällare och hyreshus. Efter oljekrisen blev det en omställning av produktion till kar och blandningscisterner till färgindustrin samt legoarbeten åt andra företag. 1954 började man tillverka kupade gavlar i en egenbyggd remdriven press, som 1974 ersattes av en hydraulisk press. Tillverkningsmaterialet blev nu rostfritt eller syrafast stål istället för kolstål. Ofta är det för tryckkärl man numera tillverkar cisterndelar. Företaget fick lite svårigheter i 1990-talskrisen och drabbades även 2008 i finanskrisen av en 30-procentig omsättningsminskning men klarade sig. Fortsatt 2020 är cisterner, kupade gavlar och manhålsluckor de huvudsakliga produkterna.
Röstånga kooperativa handelsförening inledde sin verksamhet den 1 juni 1921. Den hann dock inte bli mer än tio år gammal eftersom det slogs ihop med Eslövs kooperativa handelsförening den 1 januari 1932. Butiken i Röstånga fanns sedan kvar som en filial tills den lades ner av Konsum Mellanskåne på 1960-talet.
1960-talet var nedläggningarnas decennium. Då försvann först järnvägen 1961, sedan systembolaget 1964 och så 1969 mejeriet. Förlusten av dessa centrala institutioner minskade underlaget för handeln i samhället. 48 försäljningsställen med bland annat sex bensinstationer, tre specerihandlare och flera klädesaffärer, två konditorier och flera specialaffärer som kemikalie-, pappersfoto- och möbelaffär minskade snabbt från 1950-talet till 2000. Då återstod 13 affärsrörelser och de har minskat ytterligare sedan dess. Harry Franzén drev i byggnaden Metropol, som tidigare varit pensionat, danslokal, biograf, pub, diskotek och bankkontor en speceriaffär från 1971 till cirka år 2000. Franzén nådde berömmelse genom att utmana  Systembolagets monopolställning. 1994 började han sälja vin i lokalen men blev arresterad och förlorade rättsprocessen 1997 i EU-domstolen. 2019 säljer Franzén sin gamla affärslokal för 1,2 miljoner kronor till Svalövs kommun. Gamla Metropol är rivet och det ska  byggas bostäder på tomten.

### Befolkningsutveckling
| Befolkningsutvecklingen i Röstånga 1960–2020 | Befolkningsutvecklingen i Röstånga 1960–2020 | Befolkningsutvecklingen i Röstånga 1960–2020 | Befolkningsutvecklingen i Röstånga 1960–2020 | Befolkningsutvecklingen i Röstånga 1960–2020 |
| -------------------------------------------- | -------------------------------------------- | -------------------------------------------- | -------------------------------------------- | -------------------------------------------- |
|                                              |                                              |                                              |                                              |                                              |
| År                                           |                                              |                                              | Folkmängd                                    | Areal (ha)                                   |
| 1960                                         | 1960                                         |                                              | 621                                          |                                              |
| 1965                                         | 1965                                         |                                              | 672                                          |                                              |
| 1970                                         | 1970                                         |                                              | 648                                          |                                              |
| 1975                                         | 1975                                         |                                              | 677                                          |                                              |
| 1980                                         | 1980                                         |                                              | 897                                          |                                              |
| 1990                                         | 1990                                         |                                              | 848                                          | 131                                          |
| 1995                                         | 1995                                         |                                              | 850                                          | 132                                          |
| 2000                                         | 2000                                         |                                              | 815                                          | 132                                          |
| 2005                                         | 2005                                         |                                              | 846                                          | 132                                          |
| 2010                                         | 2010                                         |                                              | 839                                          | 132                                          |
| 2015                                         | 2015                                         |                                              | 874                                          | 137                                          |
| 2020                                         | 2020                                         |                                              | 927                                          | 137                                          |
|                                              |                                              |                                              |                                              |                                              |